# Euophrys atrata
Euophrys atrata là một loài nhện trong họ Salticidae.
Loài này thuộc chi Euophrys. Euophrys atrata được Da-xiang Song & Jian-yuan Chai miêu tả năm 1992.